# Plagiochila corymbulosa
Plagiochila corymbulosa là một loài rêu trong họ Plagiochilaceae. Loài này được Pearson mô tả khoa học đầu tiên.
Danh pháp khoa học của loài này chưa được làm sáng tỏ. 